# 토니 브릭스

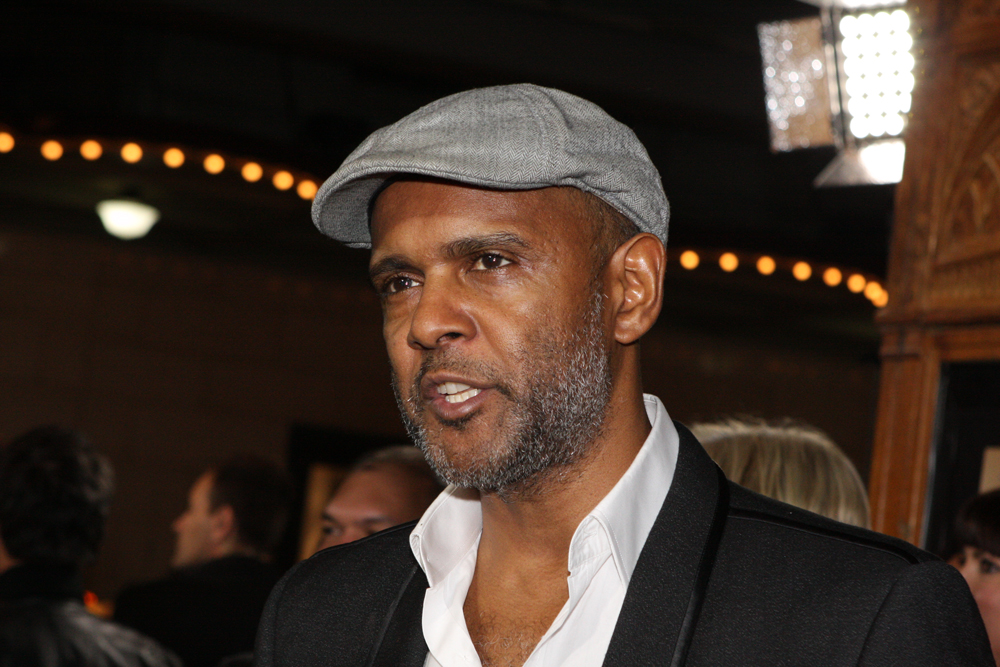

토니 브리그스(Tony Briggs, 1967년 7월 3일 ~ )는 오스트레일리아의 배우, 작가이다.

## 작품 목록

### 텔레비전 출연
- 네이버스 (1987-88)
- 그리고 파티는 끝났다 (2011)
- 웬트워스 (2014)
- 삭제된 소년들 (2016-17)
- Cleverman (2016-17)
- 레이크 (2018)

### 영화 출연
- Joey (1997)
- 가간투아 (1998)
- The Broken Shore (2014)

### 영화 각본
- 사파이어 (2012) - 각본, 희곡 원작